# Ozierki (rejon oktiabrski)
Ozierki (ros. Озерки) – wieś (ros. деревня, trb. dieriewnia) w zachodniej Rosji, w sielsowiecie artiuchowskim rejonu oktiabrskiego w obwodzie kurskim.

## Geografia
Miejscowość położona jest nad Dicznią (lewy dopływ Sejmu), 3,5 km od centrum administracyjnego sielsowietu (Artiuchowka), 17 km na południowy zachód od centrum administracyjnego rejonu (Priamicyno), 32 km na południowy zachód od Kurska, 19,5 km od drogi magistralnej (federalnego znaczenia) M2 «Krym».
We wsi znajduje się 25 posesji.
Klimat
Miejscowość, jak i cały rejon, znajduje się w strefie klimatu kontynentalnego z łagodnym ciepłym latem i równomiernie rozłożonymi opadami rocznymi (Dfb w klasyfikacji klimatów Köppena).

## Demografia
W 2010 r. wieś zamieszkiwało 15 osób.